# Норилов
Норилов (укр. Норилів) — село в Белогорском районе Хмельницкой области Украины.
Население по переписи 2001 года составляло 249 человек. Почтовый индекс — 30231. Телефонный код — 3841. Занимает площадь 0,127 км². Код КОАТУУ — 6820355603.

## Местный совет
30231, Хмельницкая обл., Белогорский р-н, пгт Ямполь, ул. Мира, 8